# Дом Соковикова
Дом Соковикова — жилой особняк 1830-х годов постройки в городе Вологде, Вологодской области. Построен в стиле деревянного зодчества. Памятник истории и культуры федерального значения. В настоящее время в доме разместились залы детской областной библиотеки.

## История
Дом Соковикова является объектом культурного наследия федерального значения и памятником деревянного зодчества. В 1830-м году протоиерей Пётр Васильевский начал строительство жилого дома, который расположилсяй напротив церкви Иоанна Предтечи. Именно в этом доме Григорий Гревенс, племянник и опекун Константина Батюшкова, снял квартиру для своего уже больного дяди-поэта. В 1833 году Константин Батюшков переезжает в Вологду и селится на втором этаже данного особняка. С 1835 года в одной из комнат проживал компаньон поэта – штаб-ротмистр Львов.
Во второй половине XIX века дом переходит по средствам купли-продажи к купцу второй гильдии Ивану Соковикову. В дальнейшем именно с его именем и связано название дома. После его смерти дом переходил из рук в руки. 
В 1918 году в этом особняке было размещено австрийское посольство, а в 1919 году дом снова стал жилым. Позже в нём размещались и книжный магазин, и детский сад, и драматическая студия. В 1940-х годах здесь осуществляли свою деятельность швейные и сапожные мастерские, с 1948 года разместился областной туберкулёзный диспансер. С 1980 по 1983 годы были проведены реставрационные работы памятника, дом был сдвинут на 5 метров вглубь квартала. До недавнего времени в доме размещался Молодёжный центр «Содружество». 

## Архитектура
Дом представляет собой деревянный двухэтажный особняк с антресолями. Сам дом прямоугольной формы, покрытый железной вальмовой кровлей с карнизом сильного выступа. Фасад обшит тесом. Парадный вход расположен со стороны двора. На главном фасаде здания можно увидеть ризалит, украшенный во втором этаже четырёхколонным портиком, и венецианское окно с витиеватым резным орнаментом. По периметру дома весь карниз украшен выступами-дентикулами.

## Современное состояние

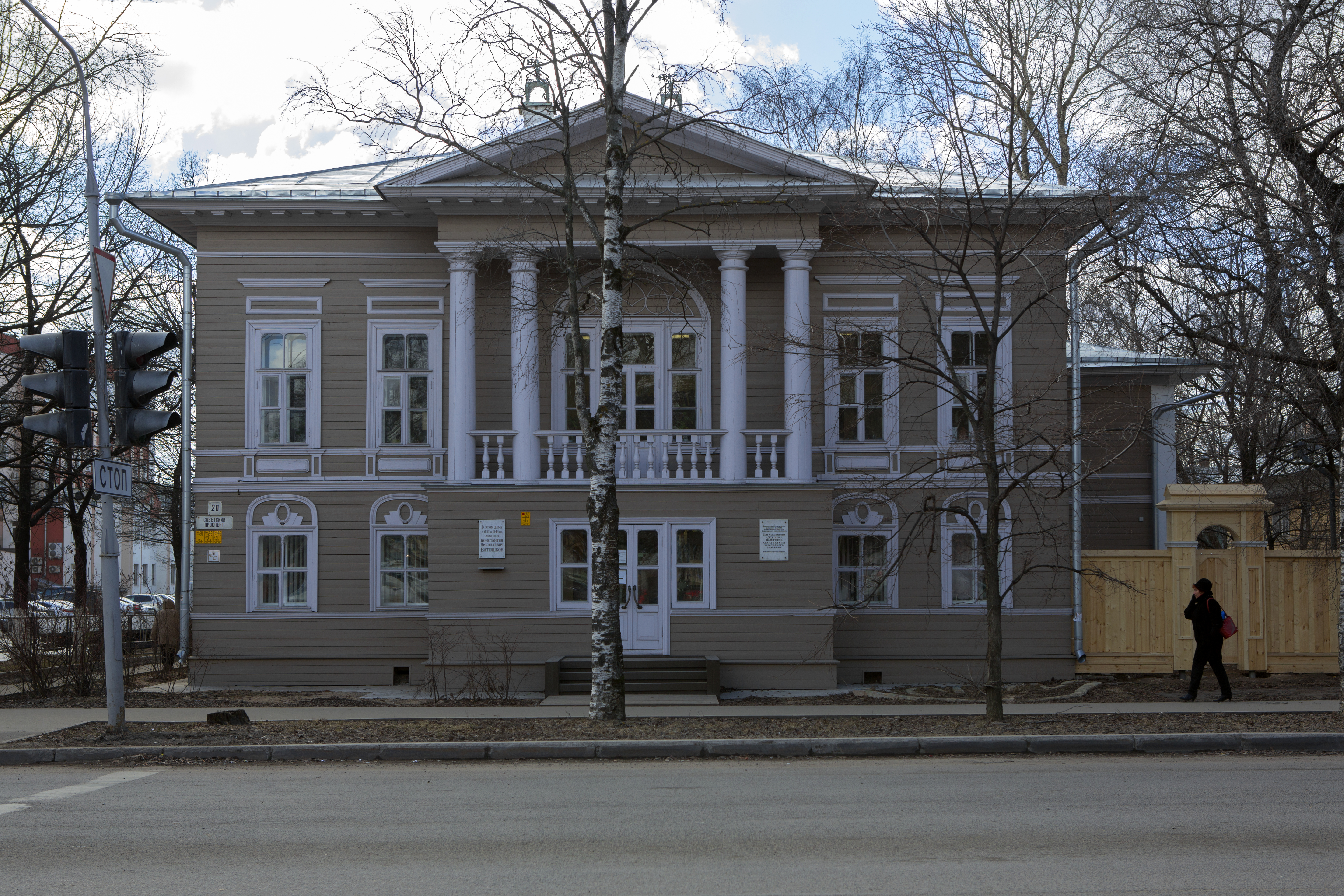
Дом Соковикова, центральный фасад

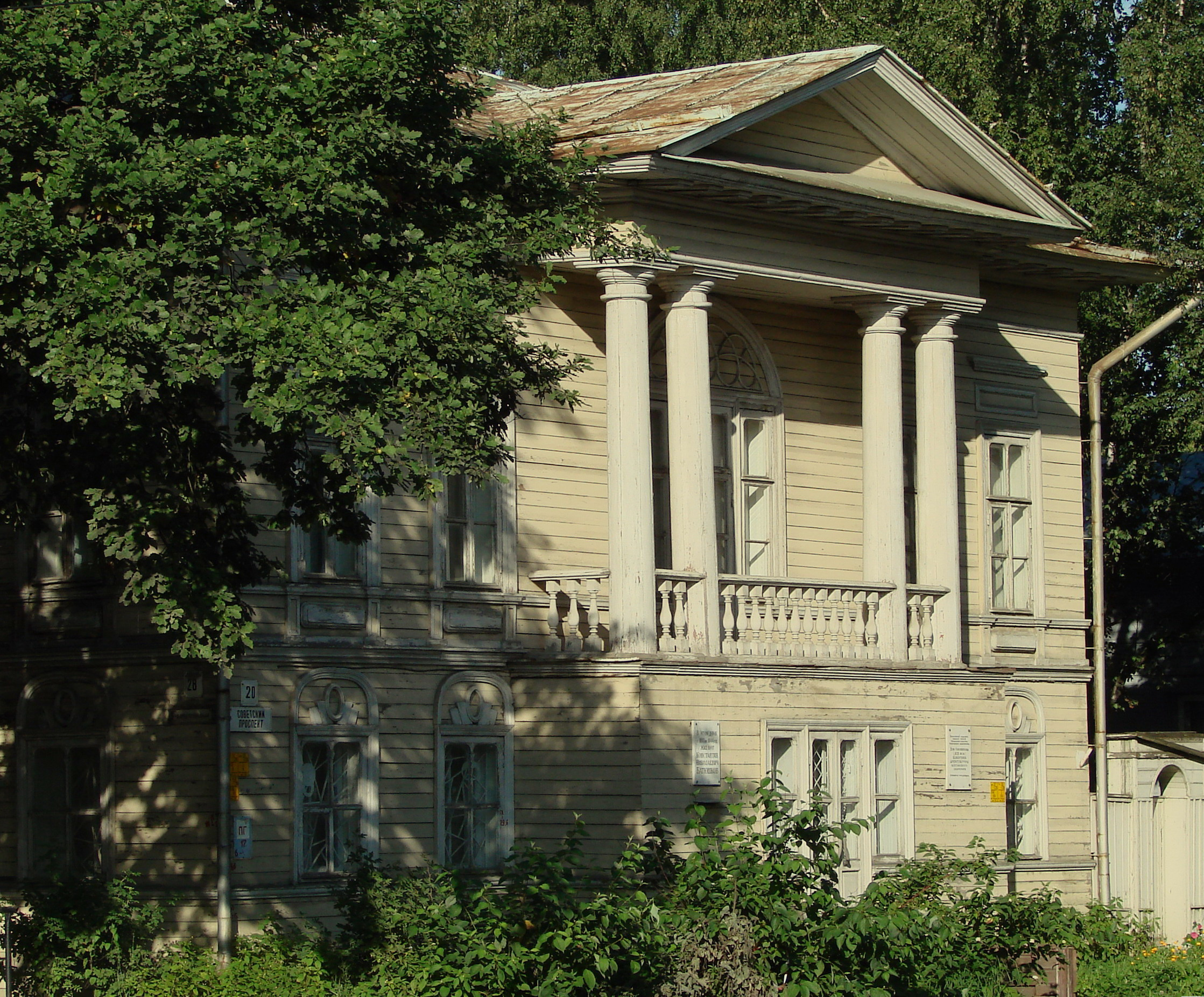
Дом до реставрации и ремонта

В 2013 году в здании проведены ремонтные работы – заменена проводка и теплоузел, установлены  новые радиаторы отопления, произведена отделка помещений, отремонтирована кровля, выполнена реставрация оконных проемов. Фасад здания был обновлён новой краской, проведена реставрация крылечек здания. В декабре 2013 года сюда переместилась Вологодская областная детская библиотека, которая встретила своих юных посетителей. 